# Canal Danube-Tisa-Danube
 (février 2017).
Si vous disposez d'ouvrages ou d'articles de référence ou si vous connaissez des sites web de qualité traitant du thème abordé ici, merci de compléter l'article en donnant les références utiles à sa vérifiabilité et en les liant à la section « Notes et références ».
Le canal Danube-Tisa-Danube (DTD) (en serbe cyrillique : Канал Дунав-Тиса-Дунав (ДТД) ; en serbe latin : Kanal Dunav-Tisa-Dunav (DTD)) est un canal de Serbie situé dans la province autonome de Voïvodine (régions de la Bačka et du Banat).

## Géographie
Le canal Danube-Tisa-Danube, qui concerne une région d'environ 12 700 km2, est un ensemble hydraulique complexe, conçu pour réguler le flux des rivières, améliorer la distribution de l'eau et l'évacuation des eaux usagées et permettre la navigation. Il intervient également dans la mise en valeur des forêts et joue un rôle dans le développement du tourisme (chasse et pêche).
La longueur totale des canaux qui le composent est de 929 km. Le système actuel intègre des rivières et des canaux plus anciens, ainsi que de nouvelles réalisations. Parmi les rivières, la Bega, la Brzava, la Mostonga et le Karaš sont partiellement intégrés au canal. La Krivaja se jette dans le canal et la Zlatica est reliée au réseau par le canal de Kikinda.
Le réseau ainsi constitué comprend 51 structures : 24 vannes, 16 écluses, 5 vannes de sécurité, 6 stations de pompage, et 180 ponts. Sur l'ensemble des canaux se trouvent 14 ports de marchandises.
L'un des ouvrages les plus importants du système est le barrage construit sur la Tisa près de Novi Bečej, qui régule le régime des eaux du réseau principal de canaux du Banat et qui permet d'irriguer environ 3 000 km2.